# Montes Kurdos
Los Montes Kurdos (en árabe: جبل الأكراد Jabal al-Akrad, en kurdo: چیای کورمنج Çiyayê Kurmênc, en turco: Kurt Dağı) o también llamados Montes de Alepo (حلب Jabal Ḥalab) son una región montañosa en el norte de Siria (Gobernación de Alepo) y sur de Turquía (Provincia de Kilis).
A pesar de recibir el mismo nombre, no se debe confundir con el Monte Kurdo, localizado en la Cordillera litoral de Siria.

## Ubicación y descripción
Los montes Kurdos conforman el sector norte del Macizo Calcáreo sirio. Al sur, se encuentra la continuación del Macizo Calcáreo, lo que se conocen como Monte Simeón y Montes de Harim. Al este limita con la meseta de Aintab (noreste) y la meseta de Alepo (sureste). De esta última están separados por el río Afrin, que fluye por el sur de los montes Kurdos hasta desembocar en el mar Mediterráneo. Al oeste, se encuentra el valle del río Negro (Nahr Aswad) que separa los Montes Kurdos de los Montes Amanus.
En Siria, es uno de los cuatro jabal («montes») étnicos , junto con Jabal al-Ansariyah (Montes Alauitas), Jabal al-Turkman (Montes Turcomanos) y Jabal al-Druz (Montes Drusos).
La ciudad principal es Afrin (Efrîn en Kurdish), en Siria. El área es conocida por su producción de oliva y carbón vegetal. La mayoría de la población de los Montes Kurdos son musulmanes Hanafi, mientras la mayoría de sirios kurdos son musulmanes shafiitas. Los yazidis son una minoría importante en la región.
El Sherefnama (1592) afirma que la autoridad de los beys kurdos de la región se extendió a localidades en Antioquía. En áreas de las llanuras como Islahiye, Kırıkhan, Reyhanlı, y Kilis hay vestigios de la presencia kurda. Mientras otras regiones pobladas por kurdos en Siria recibieron inmigrantes árabes y una campaña de arabización en los años 60, los Montes Kurdos mantuvieron su identidad kurda, principalmente debido a la política de buenas relaciones con los terratenientes y magnates de Damasco.
La parte turca fue rebautizada oficialmente como Kurt Dağı ("Montes del Lobo"), un calambur entre los términos similares Kürt (Kurdo) y kurt (lobo). En la parte siria, los nombres de la mayoría de los pueblos de esta región se renombraron en árabe en un proceso de arabización (años 1980).

## Agricultura
Los Montes Kurdos reciben, por su cercanía al mar Mediterráneo, un clima más suave que el resto de Siria, cálido en verano y frío en invierno, con lluvias relativamente fuertes y, a veces, nieve. Por todo ello esta es una zona fértil para la agricultura: trigo, lentejas, cebada, hortalizas de todo tipo, algodón, remolacha azucarera, manzana, uva, caquis y granadas. No obstante, su producto más notable es el olivo, el cual brinda aceite y aceitunas. Es el árbol emblemático del Monte Kurdo y el valle del Afrin ya que se cultiva en todos los pueblos y aldeas sin excepción, y se cuentan más de 13 millones de olivos. 
El área también se caracteriza por la presencia de una cubierta forestal natural e industrial plantada por el Gobierno sirio que es relativamente densa y grande (la más grande en la Gobernación de Alepo). Los árboles forestales son en su mayoría coníferas de pino de Alepo y ciprés. Esta cubierta forestal se utiliza para extraer madera, corcho...